# Esperilla

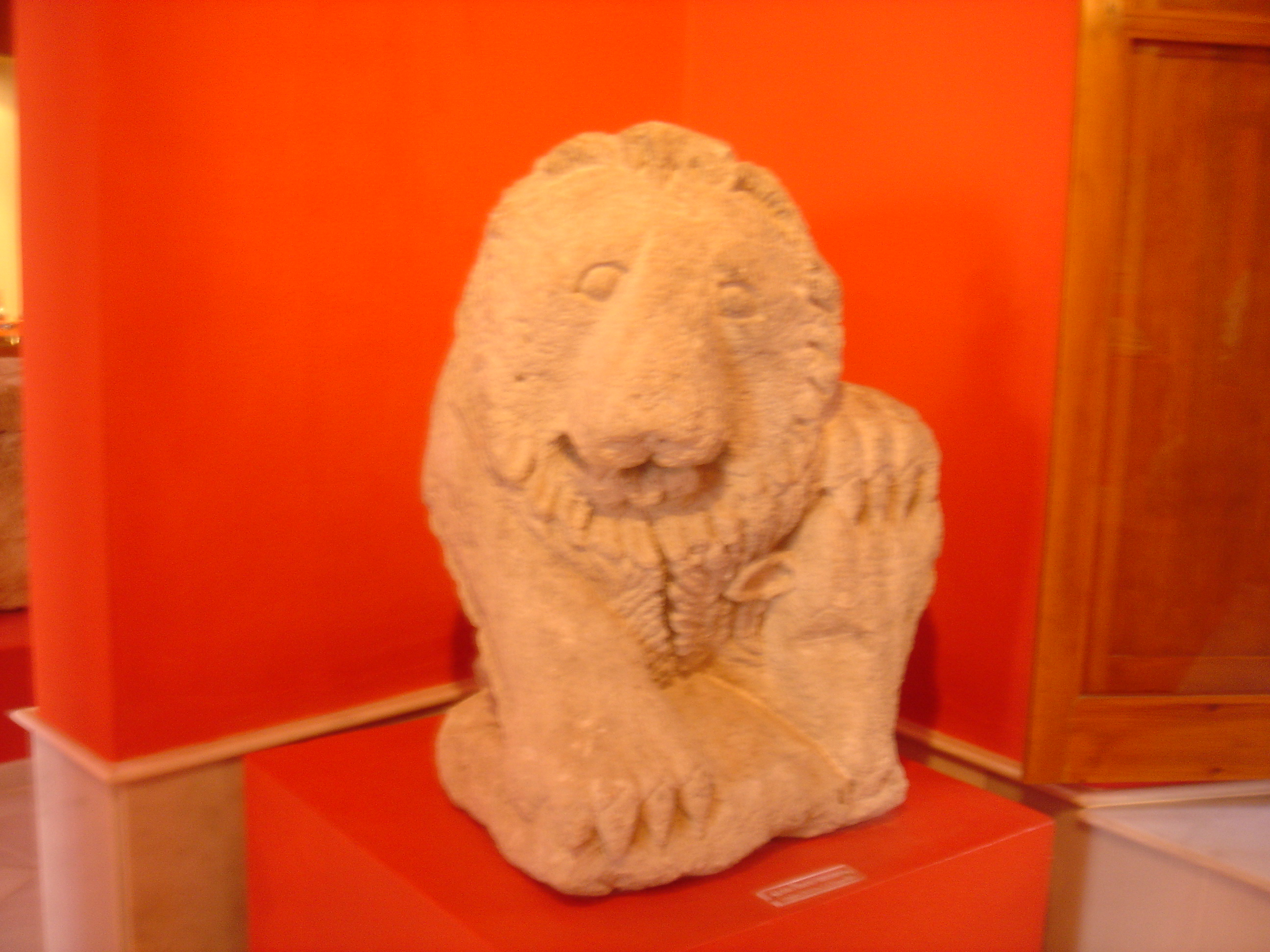
Figura de león con cabeza de ternero de Esperilla en el Museo de Espera.

"Esperilla" es un yacimiento arqueológico situado en el término municipal de Espera, en la provincia de Cádiz, España. En él se encontraron un importante número de restos de diferentes épocas desde el Neolítico hasta la época romana pasando por las civilizaciones turdetana, ibérica y cartaginesa.

## Restos encontrados
De Esperilla procede una serie de esculturas de bulto redondo de figuras de leones, utilizados como ornamento en tumbas. Igualmente se han hallado tumbas de incineración y figuras de guerreros ataviados con túnica y faldellín corto, así como una figura femenina sedente cubierta con manto y con tocado en la cabeza, en piedra arenisca. Se pueden relacionar estas figuras con el arte prerromano de Baza, Osuna y el Levante español.

## Actividad
Aunque se desconoce su origen, sí se sabe que en el siglo V después de Cristo desaparece la actividad en su entorno y la ciudad se abandona.
La ciudad se encuentra sobre un cerro cerca de las lagunas de Espera, en lo que sería un entorno de rica naturaleza. La vía pecuaria Cañada Real de Arcos a Sevilla (también conocida como Cañada Real de las Peñas) pasa junto a los restos.